# Julien Davignon
Pour les articles homonymes, voir Davignon.
Henri François Julien Claude Davignon, né le 3 décembre 1854 à Saint-Josse-ten-Noode et décédé le 12 mars 1916 à Nice, est un homme politique belge, membre du parti catholique.
Davignon était docteur en droit et propriétaire foncier.

## Carrière politique
- 1898 - 1900 : sénateur de l'arrondissement de Verviers
- 1900 - 1916 : député pour l'arrondissement de Verviers
- 1907 - 1916 : ministre des Affaires étrangères

## Œuvres
- La conduite des armees allemandes en Belgique et en France d'après l'enquête anglaise, Paris, 1915.
- La Belgique et l'Allemagne. Textes et documents precedes d'un avertissement au lecteur, Lausanne, 1915.

## Descendance
Julien Davignon épousa  en 1878 Hélène Calmeyn (1858-1934) ; ils eurent 2 fils et 3 filles :
- 'Henri'-Pierre-Marie-François, né à Saint-Josse-ten-Noode le 23 août 1879, décédé à Bruxelles le 14 novembre 1964, homme de lettres qui siégea pendant trente-deux ans à l’Académie royale de langue et de littérature françaises. Il avait été élu à l'Académie royale de langue et de littérature françaises le 12 mars 1932. Il épousa en 1909 Jeanne, baronne van Loo (1885-1952)
- Marie-'Madeleine'-Théodora-Émilie-Françoise (1881-1962), mariée en 1902 à Georges Terlinden (1879-1912)
- 'Marie-Louise'-Mathilde-Anne-Françoise (1883-1957), mariée en 1906 à Paul du Roy de Blicquy (1879-1965), divorcés en 1932
- 'Jacques'-Henri-Charles-François, diplomate, né à Ixelles le 15 février 1887, décédé à Woluwe-Saint-Pierre le 10 octobre 1965; Il épousa en 1924 la comtesse Jacqueline de Liedekerke (1896-1965)
- 'Hélène'-Henriette-Marie-Madeleine-Agathe-Françoise (1895-1946), mariée en 1920 au baron Ferdinand Snoy (1896-1940)

## Anoblissement
Davignon reçut du roi Albert I de Belgique par arrêté royal le titre de vicomte pour lui et ses descendants, renforcé par un A.R. du 11 mars 1916.